# Johann Everhard Feilner
Johann Everhard Feilner, auch Johann Eberhard Feilner (* 28. März 1802 in Köln; † 27. Mai 1869) war ein aus Köln stammender deutscher Zeichner und in Bremen tätiger Daguerreotypist und Photograph.

## Biografie
Feilner war zunächst in Köln als Lithograf tätig. Er folgte seinem Bruder Franz 1833 nach Bremen, wo er seit ca. 1825 eine Druckerei betrieb. Im selben Jahr etablierte er sich als Porträtmaler und Zeichenlehrer. Von seinem graphischen Werk ist wenig bekannt. Feilner war in Bremen einer der ersten, der sich der Photographie zugewandt hatte. Anfang November 1843 berichtete die in Hamburg erschienene Zeitung „Unparteiischer Correspondent“ über die Erfindung eines Lichtmesser durch „Eberhard Feilner aus Bremen, welcher […] sich [mit der] […] Verfertigung von Lichtbildern beschäftigte, […]“ Der Lichtmesser berechne „[…] die nöthige Lichtstärke und erforderliche Dauer der Sitzung, […]“ Seit 1844 besaß er in Bremen ein Atelier für Daguerreotypie, schon 1845 annoncierte er 14 Zoll große Daguerreotypien, ein ungewöhnlich großes Format. Im Adressbuch firmierte er noch lange als Porträtmaler in Miniatur und Pastell. Von August bis Oktober 1848 hielt sich Feilner in Den Haag in den Niederlanden auf, denn er schaltete Anzeigen (Überschriften: „Daguerreotypen“, „Photographie“, „Bekendmaking“ etc.) in der Zeitung Dagblad van 's Gravenhage. Am 11. Mai 1849 stieg „Feilner, Kunstmaler von Bremen“ in Dresden ab. Von Mitte August bis Anfang September 1851 hielt er sich ein weiteres Mal in Den Haag auf, wobei er in den Anzeigen auf seinen früheren Aufenthalt hinwies. In diesen Jahren wies er in Adressbuchanzeigen auch auf seine Lichtbilder auf ... Papier hin.
Im Jahr 1868 gelang Feilner eine Porträtphotographie des knapp 35-jährigen Komponisten Johannes Brahms. Brahms hatte sich aus Anlass der Erstaufführung des Gesamtwerkes seines Deutschen Requiems am Karfreitag 1868 in Bremen aufgehalten.
Unter den Daguerreotypien, die von Feilner erhalten sind, ist eine wegen der abgebildeten Person besonders hervorzuheben: Sie bildet Bertha Wehnert-Beckmann ab. Sie war zu dieser Zeit vermutlich eine der erfolgreichsten Daguerreotypistinnen und Photographinnen.
Etwa zwei Jahrzehnte lang betrieb Feilner, der sich als erster Fotograf dauerhaft in Bremen etabliert hatte, das führende Atelier. Er starb am 27. Mai 1869. Für die von Fritz Kempe geäußerte Feststellung, sein Atelier sei von seinem Sohn Jean Baptiste fortgeführt worden, haben sich keine Anzeichen ergeben.

### Familie
Johann Everhard Feilner war der Sohn des Buchdruckers Matthias Feilner in Köln und dessen Frau Christine Fischer. Feilner heiratete in Bremen 1833 Christina Wilhelmina Catharina, geb. Pansing, die in Bremen geboren war. Sie hatten mehrere Kinder:
- Johann Everhard Feilner jun. (1839–1877),[16][17] der 1863 seine Emigration nach Elsfleth beantragt hatte.[18] Im selben Jahr heiratete er Helene Catharine Bunjes (1838–1899). Deren älteste Tochter war die Photographin Anna Feilner. „J.E. Feilner“ hatte 1867(?) in Oldenburg ein photographisches Atelier in der Staustraße 8 eröffnet. Dieses Atelier wurde vermutlich von Hans Jürgen Feilner übernommen und Ende April 1874  an den Inneren Damm 12 verlegt und unter dem Namen „Feilners photographisches Institut“ mit Albert Josef Stahmer betrieben. Ab 1880 führte Stahmer unter eigenem Namen ein photographisches Atelier.
- → Hauptartikel: Jean Baptiste Feilner
- Die Tochter Gesine Catharine war mit dem Theaterintendanten Karl von Bukovics verheiratet.